# NGC 5054
NGC 5054 (również PGC 46247 lub UGCA 344) – galaktyka spiralna (Sbc), znajdująca się w gwiazdozbiorze Panny. Odkrył ją William Herschel 31 grudnia 1785 roku.
W galaktyce zaobserwowano do tej pory dwie supernowe – SN 2004ab i SN 2014A.